# Dunsnavelgier
De dunsnavelgier (Gyps tenuirostris) is een gierensoort uit de familie havikachtigen (Accipitridae). Het is een in zijn voortbestaan ernstig bedreigde roofvogel.

## Kenmerken
Deze gier is 80 tot 95 cm lang. Het is een relatief slanke gier met een lange nek, hierdoor verschilt hij sterk van de andere twee gieren die in hetzelfde gebied voorkomen. De vogel is overwegend vaalbruin en deze gier valt ook op door de slordige indruk die het verenkleed maakt, de lange snavel en de hoekige kop.

## Verspreiding en leefgebied
Hij broedt in India en Nepal. In Zuidoost-Azië zijn populaties in de loop van de 19de eeuw grotendeels uitgestorven. In 2008 en 2010 werden populaties ontdekt in Cambodja en Myanmar.Deze gier was in  in de jaren 1980 nog zeer algemeen in India en Nepal. In het midden van de jaren 1990 begon een sterke afname die er toe leidde dat rond 2015 de populatie met meer dan 99% was afgenomen.

## Status
Net als de Bengaalse- en Indische gier heeft deze vogel te lijden door het gebruik van de pijnstiller diclofenac die door veeboeren wordt gebruikt en de voornaamste factor is van de enorme achteruitgang. Overigens hebben de populaties in Zuidoost-Azië geen last van diclofenac doordat dit daar niet wordt gebruikt.
BirdLife International schatte in 2015 de grootte van de wereldpopulatie op 730 tot 870 volwassen individuen; dit aantal neemt waarschijnlijk nog steeds af, daarom staat de dunsnavelgier als ernstig bedreigd (kritiek) op de Rode Lijst van de IUCN.